# Yankee (fleuve)
Pour les articles homonymes, voir Yankee.
Le fleuve Yankee (anglais : Yankee River ) est un cours d’eau de Île Stewart/Rakiura, au sud de la Nouvelle-Zélande, s’écoulant dans le Détroit de Foveaux.

## Géographie
Le Yankee prend source sur le flanc nord du Mont Anglem/Hananui (980 m). Le Yankee traverse le North West Circuit Track